# Maciej Chorowski
Maciej Paweł Chorowski (ur. 2 maja 1958 we Wrocławiu) – polski inżynier, profesor nauk technicznych, nauczyciel akademicki Politechniki Wrocławskiej, w latach 2016–2019 dyrektor Narodowego Centrum Badań i Rozwoju, w latach 2020–2022 prezes Narodowego Funduszu Ochrony Środowiska i Gospodarki Wodnej.

## Życiorys
Ukończył studia na Wydziale Mechaniczno-Energetycznym Politechniki Wrocławskiej z tytułem zawodowym magistra inżyniera mechanika – specjalność chłodnictwo. Został asystentem w Instytucie Techniki Cieplnej i Mechaniki Płynów tej uczelni. W 1990 uzyskał na rodzimym Wydziale stopień naukowy doktora nauk fizycznych w zakresie fizyki, specjalność: fizyka techniczna, na podstawie napisanej pod kierunkiem Mieczysława Mieczyńskiego rozprawy pt. Analiza porównawcza chłodziarek Linde-Hampsona zasilanych czynnikami o różnych własnościach. Tam też w 1999 na podstawie dorobku naukowego oraz rozprawy Modelowanie termohydrauliki dekondukcji w magnesach nadprzewodzących otrzymał stopień doktora habilitowanego nauk technicznych w zakresie budowy i eksploatacji maszyn, specjalność: chłodnictwo; kriotechnika. W 2002 objął stanowisko profesora nadzwyczajnego Politechniki Wrocławskiej. Tytuł profesora nauk technicznych otrzymał w 2009.
W 1998 rozpoczął współpracę z CERN. Był członkiem kadry (Member of Personnel) tej instytucji, zajmował tam stanowisko Scientific Associate (1996–1997), był też pełnomocnikiem ministra nauki i szkolnictwa wyższego ds. infrastruktury badawczej w CERN (2007).
W latach 2002–2005 był prodziekanem Wydziału Mechaniczno-Energetycznego ds. nauki i współpracy międzynarodowej, w latach 2005–2012 dziekanem tego Wydziału. Doktorat pod jego kierunkiem napisał m.in.: Jarosław Poliński (2006).
W 2015 prezydent Andrzej Duda powołał go w skład Narodowej Rady Rozwoju.
Od 8 kwietnia 2016 do 29 lipca 2019 był prezesem Narodowego Centrum Badań i Rozwoju.
W sierpniu 2020 minister klimatu Michał Kurtyka powołał go na stanowisko prezesa Narodowego Funduszu Ochrony Środowiska i Gospodarki Wodnej.  W lutym 2022 został odwołany z tego stanowiska.
W jego dorobku znajduje się ponad 170 publikacji (część we współautorstwie).
W 2004 został odznaczony Srebrnym Krzyżem Zasługi.